# Drewniak jesionowy

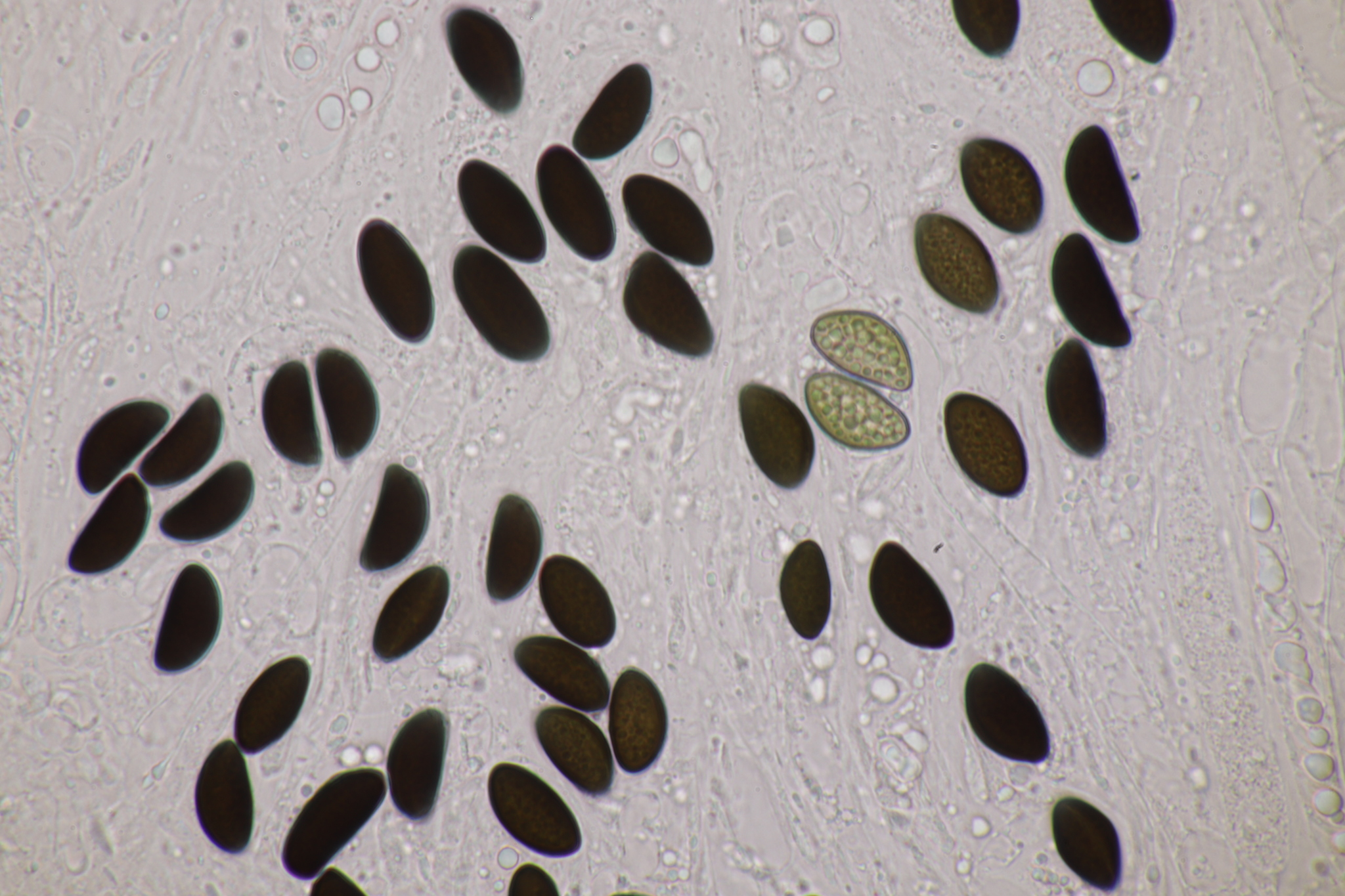
Zarodniki

Drewniak jesionowy (Hypoxylon fraxinophilum Pouzar) – gatunek grzybów z rzędu próchnilcowców (Xylariales).

## Systematyka i nazewnictwo
Pozycja w klasyfikacji według Index Fungorum: Hypoxylon, Hypoxylaceae, Xylariales, Xylariomycetidae, Sordariomycetes, Pezizomycotina, Ascomycota, Fungi.
Po raz pierwszy takson ten opisał w 1972 r. Zdeněk Pouzar na leżących na ziemi gałęziach jesiona wąskolistnego (Fraxinus angustifolia) w Czechosłowacji. Ma 7 synonimów. Niektóre z nich:
- Hypoxylon intermedium (Schwein.) Y.M. Ju & J.D. Rogers 1996
- Hypoxylon milleri de Hoog 1977[2].

## Morfologia
Teleomorfa
W górnej warstwie kory drzew tworzy półkoliste, nieco zwężone u podstawy podkładki o średnicy 2–6 mm. Mają barwę od różowawo brązowej do szarobrązowej, wewnątrz w stanie dojrzałym ciemnoszarobrązową. Owocniki w pojedynczej warstwie, nieco podnoszącej powierzchnię podkładki i z widocznymi, lekko zapadniętymi ostiolami otoczonymi wypukłym, białym pierścieniem niepigmentowanych strzępek. Czarne owocniki mają średnicę 350–450 µm i wysokość 400–650 µm, kształt od kulistego do jajowatego, ale gdy rosną w skupiskach są ściśnięte. Parafizy proste, trwałe, cienkościenne, szkliste, o średnicy 2,5–3 µm i bez napęczniałych wierzchołków. Worki 8-zarodnikowe, 170-220 × 14,5-17 µm, cylindryczne, na trzonku o długości do 120 µm, dość cienkościenne i bez widocznych warstw ścian. Mają rozwarty wierzchołek, czasem z niepozornym pierścieniem. Askospory ułożone ukośnie w jednym szeregu (17,2–)18–23(–24,1), elipsoidalno-wrzecionowate i silnie asymetryczne, z jedną powierzchnią często mniej więcej płaską lub lekko wklęsłą, z końcami rozwartymi, ciemnokasztanowobrązowe, z prostą porą rostkową na całej długości zarodnika po stronie przeciwnej do spłaszczonej, bez przegród, grubościenne, z perysporą z niepozorną spiralną ornamentacją, bez galaretowatej osłonki lub przydatków.
Anamorfa
Kolonie na podłożu hodowlanym wolno rosnące, początkowo białe z kłaczkowatą grzybnią powietrzną, później szarobrązowe. Rewers ciemnobrązowy. Po zaszczepieniu na drewnie leszczyny powstają rozpostarte, szarawe kolonie ze słabo rozwiniętymi konidioforami. Mają średnicę 2–2,5 µm, są krótkie, nierozgałęzione lub słabo rozgałęzione z nie odgraniczonymi komórkami konidiotwórczymi. Płodne locus słabo zróżnicowane, wierzchołki konidioforów lekko napęczniałe z ograniczoną proliferacją sympodialną, wytwarzające konidia pojedynczo lub w małych skupiskach. Konidia 4,5–7,5 × 2,5–4 µm, jajowate lub jajowato-elipsoidalne, szkliste, bez przegród, gładkościenne, bez galaretowatej osłonki i przydatków.

## Występowanie
Znane jest występowanie drewniaka jesionowego w niektórych krajach Europy i w kilku miejscach w Ameryce Północnej. W Polsce jego stanowiska podał Andrzej Chlebicki w 2008 r. (pod nazwą Hypoxylon intermedium).
Grzyby nadrzewne, saprotrofy rozwijające się na korze jesionów (Fraxinus) przez cały rok.